# Манлий Отацилий Катул
Манлий Отацилий Катул (на латински: Manius Otacilius Catulus; † 95 г.) е политик на Римската империя през 1 век.
Произлиза от фамилията Отацилии. През 88 г. Катул е суфектконсул заедно със Секст Юлий Спарс.